# Eugene Poddany
Eugene Frank Poddany (Harbin, 30 december 1919 – 10 maart 1984) was een Amerikaanse componist, arrangeur en orkestleider. 

## Biografie
Poddany componeerde in de jaren vijftig en zestig onder meer muziek voor tekenfilms in de serie Looney Tunes (Sylvester, Tweety, Bugs Bunny, Foghorn Leghorn, Porky Pig), de The Woody Woodpecker Show en Tom and Jerry (1963-1967). Ook componeerde hij voor de tv-special van How the Grinch Stole Christmas! (naar het boek van Dr. Seuss, 1966).
Hij overleed in 1984 op 64-jarige leeftijd.

## Discografie
- How the Grinch Stole Christmas! (soundtrack), 1966
- Dr. Seuss Presents: Cat in the Hat Songbook, RCA, 1996